# Orthocentrus brevicornis
Orthocentrus brevicornis (лат.) — вид паразитических перепончатокрылых наездников подсемейства Orthocentrinae из семейства Ichneumonidae.

## Распространение
Центральная Америка: Мексика (Hidalgo).

## Описание
Мелкие перепончатокрылые наездники, длина тела около 5 мм мм. Длина переднего крыла 4 мм. Жгутик состоит из 23 флагелломеров. Основная окраска коричневая с желтоватыми отметинами. Жвалы редуцированные, узкие, не перекрываются при закрытии. Наличник не отделяется от лица, образуя равномерно выпуклую поверхность. Скапус усиков длинный. Мезосома гладкая. Метасома вытянутая. Задние ноги массивные. Яйцеклад короткий. Личинки (предположительно, как и у других близких видов рода) — паразиты насекомых.

## Классификация и этимология
Вид был впервые выделен в 2019 году российским гименоптерологом Андреем Эдуардовичем Хумала (Институт леса Карельского научного центра РАН, Петрозаводск, Россия) по типовым материалам из Мексики. Близок к видам Orthocentrus coronadoae, Orthocentrus rufipleuris, Orthocentrus similis, Orthocentrus varicolor, Orthocentrus latus, Orthocentrus maculae. Видовое название дано по признаку сравнительно коротких антенн.